# Alexander Petersson
Alexander Petersson (Riga, Lett SZSZK, 1980. július 2. –) izlandi kézilabdázó, jelenleg a német Rhein-Neckar Löwen játékosa.

## Életútja
Petersson Lettországban született, majd felvette az izlandi állampolgárságot. Kézilabda pályáját új hazájában folytatta, jelenleg pedig az Rhein-Neckar Löwen csapatát erősíti. Jobbszélsőként játszik, de néha szerepet kap átlövőként is.
Klubcsapata mellett az izlandi válogatottban is nagy szerepet játszik. A 2007-es világbajnokságon tíz mérkőzésen 48 gólt szerzett. Ezzel a teljesítménnyel a góllövőlista tizedik helyére lépett fel. A 2008-as olimpián a válogatottal ezüstérmesek lettek. A 2010-es Európa-bajnokságon bronzérmes lett. Világbajnokságon All-star csapatba 2011-ben került be jobbszélsőként. Részt vett a 2012-es londoni olimpián is, ahol a negyeddöntőig jutottak, ott a magyar válogatottól szenvedtek vereséget.

### Eddigi csapatai
- Grotta KR (ISL)1998-2003
- HSG Düsseldorf 2003–2005
- TV Großwallstadt 2005-2007
- SG Flensburg-Handewitt 2007-2010
- Füchse Berlin 2010-2012
- Rhein-Neckar Löwen 2012-

## Sikerei
- Olimpiai ezüstérmes: 2008
- Európa-bajnokság bronzérmese: 2010
- Német bajnokság győztese: 2016, 2017
- Német kupa győztese: 2018
- feljutás a Bundesliga első osztályába 2004